# کریس اتکینسون (بازیکن فوتبال)
کریس اتکینسون (انگلیسی: Chris Atkinson؛ زادهٔ ۱۳ فوریهٔ ۱۹۹۲) بازیکن فوتبال اهل بریتانیا است.
از باشگاه‌هایی که در آن بازی کرده‌است می‌توان به باشگاه فوتبال ترانمره راورز، باشگاه فوتبال دارلینگتون، باشگاه فوتبال کرو آلکساندرا، باشگاه فوتبال چسترفیلد، باشگاه فوتبال هادرزفیلد تاون، و باشگاه فوتبال برادفورد سیتی اشاره کرد.